# Gannibeyrichia
Gannibeyrichia is een geslacht van uitgestorven kreeftachtigen uit de klasse van de Ostracoda (mosselkreeftjes).

## Soorten
- Gannibeyrichia biplicata Martinsson, 1962 †
- Gannibeyrichia canadensis Copeland, 1977 †
- Gannibeyrichia gannensis Martinsson, 1962 †
- Gannibeyrichia hudieshanensis Jiang (Z. H.), 1983 †
- Gannibeyrichia minuta Zenkova, 1975 †
- Gannibeyrichia tumida Abushik, 1971 †